# Tom Brown (jazztrombonist)
Tom P. Brown (New Orleans, 3 juni 1888 - aldaar, 25 maart 1958) was een Amerikaanse jazzmuzikant (trombone, bas) en orkestleider van de dixieland.

## Biografie
Brown begon net als vele New Orleans-muzikanten in de bands van Papa Jack Laine en in die van de trompettist Frank Christian en leidde vanaf circa 1910 eigen bands. Hun muziek (de vroege jazz) was toentertijd bekend als hot ragtime en ratty music. Begin 1915 werd hij gehoord door de vaudeville-danser Joe Frisco en deze nodigde hen uit naar San Francisco. In mei 1915 begon Tom Brown's Band from Dixieland te spelen in Lamb's Cafe (met Ray Lopez (kornet en manager), Gussie Mueller (klarinet), kort daarna vervangen door Larry Shields, Arnold Loyacano (piano en bas), Billy Lambert (drums)). Ze waren de eerste band, waarbij zich laat bewijzen, dat hun muziek publiekelijk als jazz kon worden gekwalificeerd.
Na interviews met Brown was dit een poging van de vakbonden uit Chicago om de band te kritiseren, toen deze steeds verder populair werd (de bandleden waren niet in de vakbond). Ze patrouilleerden met plakkaten met de tekst 'Don't patronize this Jass Music' (steun deze bonsmuziek niet). Jass was toentertijd een woord met een seksuele betekenis en zou Browns band in verbinding brengen met de bordelen in Storyville.
De poging had een tegengestelde uitwerking. De mensen werden nieuwsgierig en wilden de band zien, die dan ook prompt door Brown werd hernoemd in Brown's Jass Band. In de kranten adverteerden ze echter preventief als Brown's Jab Band (of Jad Band). Brown claimde later ook, de eerste blanke jazzband te zijn geweest, die naar het noorden ging. Hij was er zich wel van bewust, dat het Original Creole Orchestra van Bill Johnson al eerder daar was. De band trad vier maanden succesvol op in Chicago en nogmaals vier maanden in New York, voordat ze naar New Orleans terugkeerden in februari 1916.
Toen New Yorkse theateragenten bij hem kort daarop navraag deden naar een Jass Band, beval hij Stein's Dixieland Jazz Band aan, die in Chicago speelde. Deze nam de offerte uit New York met dank aan (zonder Johnny Stein, die contractuele verplichtingen had) en noemde zich daar Original Dixieland Jass Band (ODJB) onder leiding van Nick LaRocca. Brown zelf ging ook in 1916 naar New York, waar zijn band tijdens een revue in het Century Theater speelde als Five Rubes. In oktober wisselden ze met de ODJB de klarinettisten (Brown kreeg Alcide Nunez, LaRocca daarvoor Larry Shields). Toen de band werd ontbonden, gingen Nunez en de drummer Ragbaby Stevens naar Bert Kelly, wiens band de ODJB in 1918 tijdens hun succesvolle optreden in het restaurant Reisenwebers opvolgde. Brown zelf werkte freelance in New York en voegde zich daarna bij de band van Harry Yerkes, waar vanaf begin 1920 ook Alcide Nunez speelde. Bovendien speelde hij in vaudeville-theaters.
In 1921 keerde Brown terug naar Chicago, waar hij met Ray Miller's Black and White Melody Boys speelde en opnam. Bovendien leidde hij met zijn jongere broer en bassist Steve Brown een eigen band. Midden jaren 1920 keerde hij naar New Orleans terug, waar hij speelde met de bands van Johnny Bayersdorffer (and his Jazzola Novelty Orchestra) en Norman Brownlee (daarvan bestaan ook opnamen). In de crisis van de jaren 30 repareerde Brown, aanvullend aan zijn spel in plaatselijke bands, radio's en opende hij een muziekzaak en een antiekzaak. Tijdens de jaren 1950 speelde hij in het dixieland-revival onder andere in de band van Johnny Wiggs en nam hij nog weinige maanden voor zijn overlijden op. Toentertijd kwam het ook tot een opmerkelijk hereniging met Nick LaRocca in een tv-show, waarin ze herinneringen zouden uitwisselen over de beginjaren van de jazz. In plaats daarvan werd daaruit een tastbare woordenstrijd over het eerste gebruik van het woord jazz, die zelfs juridisch verder werd gevoerd. Tijdens de jaren 1950 nam Brown voor de eerste keer op onder zijn eigen naam.

## Overlijden
Tom Brown overleed in maart 1958 op 69-jarige leeftijd.
- Bibliothèque nationale de France: cb13948789d (data)
- International Standard Name Identifier: 0000 0000 0128 9273
- MusicBrainz: b840f52f-ff4d-415d-bde2-25f44d33176e
- Virtual International Authority File: 66656913